# Москальский, Николай Петрович
Николай Петрович Москальский (1832—1903) — организатор сельскохозяйственного образования в Российской империи, инспектор 2-го и 1-го Отделений Его Императорского Величества Канцелярии, тайный советник.

## Биография
Родился 21 сентября (3 октября) 1832 года. Происходил из старинного дворянского рода Черниговской губернии. Имел трёх старших братьев: Иван (1824—?), Яков (1829—?; был инспектором народных училищ), Пётр (1834—1902); и двух старших сестёр: Мелания (1822—?; в замужестве — Ахновская) и Анна (1827—?; в замужестве — Заевская).
В 1850 году окончил Могилёвскую гимназию. Окончив в сентябре 1855 года университет[уточнить], он «за полученную стипендию обязан был отслужить пять лет на педагогическом поприще» в Пскове.
С 16 апреля 1872 года — действительный статский советник. Служил во II Отделении Департамента земледелия и сельской промышленности; с 1876 года — член Совета департамента, был управляющим отделения департамента.
В начале 1890-х гг. — член Совета министра земледелия и государственных имуществ и инспектор по сельскому хозяйству и сельскохозяйственному образованию 1-го Отделения Собственной Его Императорского Величества Канцелярии; занимался вопросами сельскохозяйственного образования в России. С 17 апреля 1894 года — тайный советник.
Был крупным землевладельцем: 703 десятины земли в Волынской губернии и за его женой — 1670 десятин земли в Киевской губернии.
Умер 5 (18) декабря 1903 года. Похоронен на Тихвинском кладбище Александро-Невской лавры в Санкт-Петербурге.

## Награды
- орден Св. Станислава 2-й степени с императорской короной (1867)
- орден Св. Владимира 3-й степени (1874)
- орден Св. Станислава 1-й степени (1878)
- Орден Святой Анны 1-й степени (1886)
- орден Белого Орла

## Комментарии
1. ↑  Пётр Петрович Москальский —  петербургский адвокат, Юрисконсульт в Министерстве Государственных имуществ, составитель юридических справочников в 1870—1880 гг.(автор «Алфавитного указателя…»); родился 2 (14) декабря 1834 года в городке Мена, Черниговской губернии, умер 30 августа 1902 года. — см. Венгеров; кавалер орденов Св. Анны 1-й ст. и Св. Святослава 1-й ст. На его дочери Надежде Петровне был женат А. И. Варнек и 4 апреля 1894 года у них родилась первая дочь, Татьяна — см. Варнек, 2004